# Підлиман
Підлима́н — село в Україні, у Борівській селищній громаді Ізюмського району Харківської області. Населення становить 1460 осіб. До 2020 орган місцевого самоврядування — Підлиманська сільська рада.

## Географія
Село Підлиман розташоване на лівому березі Оскільського водосховища (річка Оскіл). Через водосховище є міст. За 2 км вище по течії розташовується смт Борова. На такій же віддалі нижче за течією — село Нижче Солоне.
На протилежному березі розташовані села Бахтин і Гороховатка.
Від водосховища село відділяє великий лісовий масив (сосна) — урочище Борівська Дача. Селом проходить залізниця, станції Переддонбасівська і Підлиманська. Поруч проходить автомобільна дорога Р79.

## Історія
1785 — дата першої писемної згадки про село.
Село постраждало внаслідок геноциду українського народу, проведеного урядом СССР в 1932–1933 роках, кількість встановлених жертв — 264 людини.
12 червня 2020 року, відповідно до Розпорядження Кабінету Міністрів України № 725-р «Про визначення адміністративних центрів та затвердження територій територіальних громад Харківської області», увійшло до складу Борівської селищної громади.
19 липня 2020 року, в результаті адміністративно-територіальної реформи та ліквідації Борівського району, увійшло до складу Ізюмського району Харківської області.

## Населення

### Мова
Розподіл населення за рідною мовою за даними перепису 2001 року:
| Мова       | Кількість | Відсоток |
| ---------- | --------- | -------- |
| українська | 1298      | 88.90%   |
| російська  | 160       | 10.96%   |
| білоруська | 2         | 0.14%    |
| Усього     | 1460      | 100%     |

## Економіка
- В селі є молочно-товарна ферма.
- «МОНОЛІТ», Фермерське господарство.
- «ПІДЛИМАНСЬКЕ», сільгосппідприємство.
- «Дзержинець», база відпочинку Ізюмського приладобудівного заводу.
- Фермерське господарство «Маяк».
- «Чайка», база відпочинку.

## Природа
- Гідрологічний заказник місцевого значення «Підлиманський». Площа 43,1 га. Унікальне низинне болото з глибоким торф'яником.